# 8999 Tashadunn
8999 Tashadunn eller 1981 EJ28 är en asteroid i huvudbältet som upptäcktes den 2 mars 1981 av den amerikanska astronomen Schelte J. Bus vid Siding Spring-observatoriet. Den är uppkallad efter Tasha L. Dunn.
Asteroiden har en diameter på ungefär 2 kilometer.